# 勇気100% (ジュニアBoysの曲)
「勇気100%」（ゆうき100パーセント）はジュニアBoysの限定シングル。ジェイストームから2016年6月27日にファミリーマート限定で発売された。

## タイアップ
- NHK教育テレビアニメ ｢忍たま乱太郎｣ OP(2016年度 - 2022年度) (24期-29期) 
オープニングテーマ = ｢勇気100%｣ (M-1)
- NHK教育テレビアニメ ｢忍たま乱太郎] ED(2016年度 - 2017年度) (24期-25期)
エンディングテーマ = ｢3秒笑って｣ (M-2)

## 収録曲
CD
1. 勇気100% [3:56]
  - 作詞：松井五郎／作曲・編曲：馬飼野康二
  - アニメ ｢忍たま乱太郎｣ オープニングテーマ

2. 3秒笑って [4:21]
  - 作詞：松井五郎／作曲：馬飼野康二／編曲：生田真心
  - アニメ ｢忍たま乱太郎｣ エンディングテーマ

3. 勇気100%（オリジナル・カラオケ） [3:56]
4. 3秒笑って（オリジナル・カラオケ） [4:17]

DVD
- 勇気100%（振り付けビデオ+メイキング）